# گلنگد
گلنگد (به لاتین: Glengad) یک منطقهٔ مسکونی در جمهوری ایرلند است که در شهرستان مایو واقع شده‌است.